# El Real de la Jara
El Real de la Jara település Spanyolországban, Sevilla tartományban. El Real de la Jara Almadén de la Plata, Santa Olalla del Cala, Monesterio, Montemolín, Fuente del Arco és Cazalla de la Sierra községekkel határos. Lakosainak száma 1531 fő (2024).

## Népesség
A település népessége az elmúlt években az alábbi módon változott:
| Lakosok száma | 1698 | 1599 | 1623 | 1626 | 1626 | 1615 | 1530 | 1503 | 1510 | 1531 |
|               | 2001 | 2004 | 2007 | 2009 | 2012 | 2014 | 2017 | 2019 | 2022 | 2024 |